# مختصر روان‌پزشکی
مختصر روان‌پزشکی (به انگلیسی: A Short Textbook of Psychiatry) کتابی از لینفورد ریس است. 

## ترجمه فارسی
این کتاب با ترجمهٔ گروهی در سال ۱۳۶۴ منتشر و در مراسم کتاب سال جمهوری اسلامی ایران به‌عنوان کتاب برگزیده معرفی شد.